# Blepharis subvolubilis
Blepharis subvolubilis är en akantusväxtart som beskrevs av C. B. Cl.. Blepharis subvolubilis ingår i släktet Blepharis och familjen akantusväxter. Inga underarter finns listade i Catalogue of Life.